# رئيس زامبيا
رئيس جمهورية زامبيا هو رئيس الدولة ورئيس الحكومة في زامبيا، ويُعتبر أعلى سلطة تنفيذية في البلاد. يتم انتخاب الرئيس عن طريق الاقتراع الشعبي لفترة ولاية مدتها خمس سنوات، وهو مسؤول عن إدارة الحكومة، والإشراف على تنفيذ السياسات الوطنية، وتمثيل زامبيا في الشؤون الدولية. تم إنشاء هذا المنصب عند استقلال زامبيا في عام 1964. الرئيس الحالي هو هاكايندي هيتشليما، الذي تولى منصبه في 24 أغسطس 2021، بعد فوز حزبه، حزب التنمية الوطنية المتحدة، في الانتخابات الرئاسية لعام 2021. تشمل مهام الرئيس تعيين مجلس الوزراء، وقيادة قوات دفاع زامبيا كقائد أعلى، وضمان تنفيذ القوانين.
كان أول من شغل هذا المنصب هو كينيث كاوندا بعد الاستقلال في عام 1964. ومنذ عام 1991، عندما ترك كاوندا الرئاسة، شغل المنصب ستة آخرون: فريدريك شيلوبا، ليفي مواناواسا، روبيا باندا، مايكل ساتا، إدغار لونغو، والرئيس الحالي هاكايندي هيتشليما. بالإضافة إلى ذلك، شغل غاي سكوت منصب الرئيس بالنيابة بعد وفاة الرئيس مايكل ساتا.
منذ 31 أغسطس 1991، أصبح الرئيس أيضًا رئيسًا للحكومة، حيث تم إلغاء منصب رئيس الوزراء في الأشهر الأخيرة من ولاية كاوندا الرئاسية بعد مفاوضات مع الأحزاب المعارضة.

## الفترة الرئاسية
يتم انتخاب الرئيس لفترة ولاية مدتها خمس سنوات. ومنذ عام 1991، ينص دستور زامبيا على حد أقصى لفترتين رئاسيتين. كانت هناك محاولة لتعديل الحدود الزمنية في عام 2001 لصالح شيلوبا، لكنها لم تنجح.

## التاريخ

### روديسيا الشمالية
عندما انفصلت مستعمرة روديسيا الشمالية البريطانية عن روديسيا الجنوبية وحكم شركة جنوب إفريقيا البريطانية، كان رئيس الدولة هو الملك البريطاني، الذي كان يمثله في المستعمرة حاكم روديسيا الشمالية، الذي كان يمارس السلطة التنفيذية كرئيس للدولة والحكومة. في انتخابات روديسيا الشمالية العامة 1964، تم إنشاء منصب رئيس وزراء روديسيا الشمالية ليصبح رئيس الحكومة قبل الاستقلال. في 19 مايو 1964، أعلن وزير شؤون الكومنولث دنكان سانديز أن روديسيا الشمالية ستصبح مستقلة تحت رئاسة رئيس. وتم انتخاب الرئيس الأول عن طريق الاقتراع السري بين الأعضاء المنتخبين في المجلس التشريعي.

### زامبيا
عند الاستقلال وإعادة تسمية البلاد باسم زامبيا، تم انتخاب رئيس الوزراء كينيث كاوندا كأول رئيس للبلاد. تم أيضًا إلغاء منصب رئيس الوزراء، مما جعل الرئاسة منصبًا تنفيذيًا. في البداية، كانت البلاد تُحكم كديمقراطية متعددة الأحزاب. ومع ذلك، بعد اندماج المؤتمر الوطني الإفريقي مع حزب الاستقلال الوطني المتحدة (UNIP)، أعلن الرئيس كاوندا أن دستور زامبيا سيتم تعديله لتحويل البلاد إلى دولة الحزب الواحد في عام 1973، مع جعل UNIP الحزب القانوني الوحيد وحظر جميع الأحزاب الأخرى. ادعى كاوندا أن هذا تم لتثبيط النزعات القبلية. ومع ذلك، أعاد الدستور أيضًا إنشاء منصب رئيس الوزراء كرئيس للحكومة. في انتخابات زامبيا العامة 1973، لم يكن الناخبون قادرين سوى على التصويت لصالح كاوندا المرشح من UNIP، وكانت خياراتهم الوحيدة هي الموافقة أو الرفض على ترشيحه.
تم إعادة انتخاب كاوندا بالإجماع في كل انتخابات حتى عام 1991. خلال الثمانينيات، زادت الضغوط لإلغاء حظر تعدد الأحزاب. بعد مفاوضات مع حركة الديمقراطية متعددة الأحزاب (MMD) في عام 1990، وقع الرئيس كاوندا على تعديل دستوري يسمح بتشكيل أحزاب سياسية أخرى غير UNIP. تم إلغاء منصب رئيس الوزراء مرة أخرى، وعادت السلطات إلى الرئيس. في انتخابات زامبيا العامة 1991، هُزم كاوندا من قبل مرشح MMD فريدريك شيلوبا. وافق كاوندا على تسليم الرئاسة سلميًا، ليصبح ثاني زعيم إفريقي يفعل ذلك بعد ماتيو كيريكو من بنين.
في عام 1996، اكتشف الرئيس شيلوبا allegedly مؤامرة من أعضاء UNIP لتنفيذ انقلاب وأعلن حالة الطوارئ لاعتقال أعضاء UNIP. ومع ذلك، أعلن المحكمة العليا في زامبيا أن إعلان حالة الطوارئ غير صالح ورفع حالة الطوارئ وأفرج عن المعتقلين. لاحقًا في العام نفسه، عدل شيلوبا الدستور ليحدد أن فقط الأشخاص الذين لديهم أحد الوالدين مولود في زامبيا أو روديسيا الشمالية يمكنهم الترشح للرئاسة. كان هذا التعديل يهدف بشكل واضح إلى منع كاوندا من الترشح للرئاسة مرة أخرى، حيث كان والداه قد وُلدا في نياسالاند (مالاوي حاليًا).
بسبب حد الفترتين الرئاسيتين في الدستور، تم اختيار ليفي مواناواسا من قبل شيلوبا كمرشح لـ MMD لخلافته. فاز مواناواسا في انتخابات زامبيا العامة 2001، لكن فوزه شابته اتهامات بالتزوير الانتخابي من قبل الأحزاب المعارضة. بعد نزاعات قانونية، قضت المحكمة العليا في عام 2005 بأن الانتخابات كانت "معيبة"، لكن الأخطاء لم تكن كافية لإلغاء النتيجة. فاز مواناواسا بإعادة انتخابه في عام 2006. توفي في عام 2008 وخلفه روبيا باندا. في انتخابات زامبيا العامة 2011، هُزم روبيا من قبل مرشح الجبهة الوطنية (PF) مايكل ساتا.
توفي ساتا أثناء توليه المنصب في عام 2014. وبناءً على ذلك، أصبح نائبه نائب الرئيس غاي سكوت رئيسًا بالنيابة. وهذا جعل سكوت أول رئيس أبيض لدولة إفريقية منذ فريدريك ويليم دي كليرك من جنوب إفريقيا، الذي ترك منصبه في عام 1994 بعد انتهاء نظام الفصل العنصري. ومع ذلك، ولأن والديه لم يولدَا في زامبيا، لم يتمكن بموجب الدستور من البقاء في منصب الرئيس إلا لمدة 90 يومًا ولم يكن مؤهلاً للترشح للانتخابات. في انتخابات زامبيا الرئاسية 2015، فاز مرشح الجبهة الوطنية (PF) إدغار لونغو بالرئاسة، واحتفظ بها بعد عام في الانتخابات العامة لعام 2016 بموجب الدستور المعدل.
هناك أربعة تغييرات رئيسية أثرت على منصب الرئاسة في هذا التعديل الذي وافق عليه إدغار لونغو في يناير 2016، معظمها موجود في الجزء السابع (7) من الدستور . أولاً، ألغت المادة 100، القسم 1 (أ) بشكل فعلي الشرط الذي كان يتطلب أن يكون لدى المرشحين للرئاسة ونائب الرئيس أحد الوالدين على الأقل مولودًا في زامبيا، وتم توحيد شروط الأهلية للرئاسة ونائب الرئيس في المادة 110، القسم 2. ثانيًا، أشارت المادة 101، الأقسام 1، 2، 3 (أ & ب) و8 إلى التحول من نظام الفوز للأكثر أصواتًا إلى نظام الجولتين الانتخابيتين، حيث يتطلب الفوز بالرئاسة الحصول على أكثر من 50% من الأصوات الصحيحة. في حال لم يتحقق ذلك، تُعقد جولة ثانية خلال 37 يومًا بين المرشحين المتصدرين، ويتم تحديد الفائز في الجولة الثانية بموجب قاعدة 50% + 1. التغيير الثالث البارز هو إدخال شرط "الزميل المرشح" في المادة 110، الأقسام 1، 2 و3. وهذا يعني أن الرئيس ونائب الرئيس يتم انتخابهما مباشرة على نفس القائمة، على عكس النظام السابق حيث كان الرئيس يعين نائب الرئيس بعد انتخابه. أخيرًا، التغيير الرابع كان في المادة 100، القسم 1 (ي)، الذي يتطلب من المرشحين الرئاسيين المحتملين إثبات وجود 100 ناخب مسجل على الأقل في كل من المحافظات العشر لتقديم ترشيحاتهم بنجاح إلى اللجنة الانتخابية في زامبيا. في عام 2020، حاول لونغو تغيير الدستور للسماح للرئيس بتعديل القوانين الانتخابية والتحكم في السياسة النقدية لزامبيا. لكن "الاقتراح رقم 10" المثير للجدل فشل بعد أن لم يصوت برلمان زامبيا لصالحه بالأغلبية المطلوبة البالغة ثلثي الأعضاء.

## قائمة شاغلي المنصب
الأحزاب السياسية
الحالة
رموز
§  تم انتخابه دون معارضة
†  توفي أثناء توليه المنصب
| الرقم | الصورة | الاسم (الميلاد–الوفاة)            | تم انتخابه                           | فترة المنصب    | فترة المنصب       | فترة المنصب       | الحزب السياسي |
| الرقم | الصورة | الاسم (الميلاد–الوفاة)            | تم انتخابه                           | بداية المنصب   | نهاية المنصب      | المدة             | الحزب السياسي |
| ----- | ------ | --------------------------------- | ------------------------------------ | -------------- | ----------------- | ----------------- | ------------- |
| 1     |        | كينيث كاوندا (1924–2021)          | 1968 1973[§] 1978[§] 1983[§] 1988[§] | 24 أكتوبر 1964 | 2 نوفمبر 1991     | 27 سنوات و9 أيام  | UNIP          |
| 2     |        | فريدريك شيلوبا (1943–2011)        | 1991 1996                            | 2 نوفمبر 1991  | 2 يناير 2002      | 10 سنوات و61 أيام | MMD           |
| 3     |        | ليفي مواناواسا (1948–2008)        | 2001 2006                            | 2 يناير 2002   | 19 أغسطس 2008[†]  | 6 سنوات و230 أيام | MMD           |
| 4     |        | روبيا باندا (1937–2022)           | 2008                                 | 19 أغسطس 2008  | 23 سبتمبر 2011    | 3 سنوات و35 أيام  | MMD           |
| 5     |        | مايكل ساتا (1937–2014)            | 2011                                 | 23 سبتمبر 2011 | 28 أكتوبر 2014[†] | 3 سنوات و35 أيام  | PF            |
| —     |        | غاي سكوت (ولد 1944) رئيس بالنيابة | —                                    | 28 أكتوبر 2014 | 25 يناير 2015     | 89 أيام           | PF            |
| 6     |        | إدغار لونغو (ولد 1956)            | 2015 2016                            | 25 يناير 2015  | 24 أغسطس 2021     | 6 سنوات و211 أيام | PF            |
| 7     |        | هاكايندي هيتشليما (ولد 1962)      | 2021                                 | 24 أغسطس 2021  | لا يزال في المنصب | 3 سنوات و208 أيام | UPND          |

## التصنيف حسب مدة المنصب
| الترتيب | الرئيس            | المدة في المنصب     | المدة في المنصب    |                  |
| ------- | ----------------- | ------------------- | ------------------ | ---------------- |
| 1       | كينيث كاوندا      | 27 سنوات و9 أيام    | 27 سنوات و9 أيام   |                  |
| 2       | فريدريك شيلوبا    | 10 سنوات و61 أيام   | 10 سنوات و61 أيام  |                  |
| 3       | ليفي مواناواسا    | 6 سنوات و230 أيام   | 6 سنوات و230 أيام  |                  |
| 4       | إدغار لونغو       | 6 سنوات و211 أيام   | 6 سنوات و211 أيام  |                  |
| 5       | روبيا باندا       | 2 سنوات و325 أيام   | 3 سنوات و86 أيام   | 3 سنوات و86 أيام |
| —       | روبيا باندا       | 126 أيام (بالنيابة) | 3 سنوات و86 أيام   | 3 سنوات و86 أيام |
| 6       | مايكل ساتا        | 3 سنوات و35 أيام    | 3 سنوات و35 أيام   |                  |
| 7       | هاكايندي هيتشليما | 3 سنوات و208 أيام   | 3 سنوات و208 أيام  |                  |
| –       | غاي سكوت          | 89 أيام (بالنيابة)  | 89 أيام (بالنيابة) |                  |

## روابط خارجية
- World Statesmen – زامبيا